# CCH Pounder
Carol Christine Hilaria Pounder (25 de dezembro de 1952) é mais conhecida como CCH Pounder,é uma atriz guianesa-americana. Apareceu em diversos filmes, minisséries de televisão e peças de teatro. Em 2009 participou no filme A Orfã e em Avatar.
Atualmente atua na tele série NCIS: New Orleans, no papel da perita e médica forense Loretta Wade.

## Filmografia
- NCIS: New Orleans (2014-2021)
- Cidade dos Ossos (2013)
- Armazém 13 (2009)
- A Órfã (2009)
- Avatar (2009)
- The Shield (2002 - 2008)
- Os Pistoleiros do Oeste II (2005)
- Redenção(2004)
- Minha Nova Vida (1999)
- Fim dos Dias (1999)
- Outra Face (1997
- O Preço de uma Escolha (1996)
- Os Demônios da Noite (1995)
- Benny e John - Corações em Conflito (1993)
- Robocop 3 (1993)
- Invasão de Privacidade (1993)
- Lembranças de Hollywood (1990)
- Psicose IV - A Revelação (1990)
- Bagdad Café (1987)
- A Honra do Poderoso Prizzi (1985)